# Lanrivain
Lanrivain település Franciaországban, Côtes-d’Armor megyében. Lakosainak száma 465 fő (2022. január 1.). Lanrivain Kerien, Kerpert, Magoar, Peumerit-Quintin, Plounévez-Quintin, Saint-Nicolas-du-Pélem és Trémargat községekkel határos.

## Népesség
A település népességének változása:
| Lakosok száma | 882  | 638  | 510  | 554  | 537  | 486  | 456  | 441  | 449  | 465  |
|               | 1968 | 1982 | 1990 | 2006 | 2013 | 2015 | 2017 | 2019 | 2020 | 2022 |